# 中継放送
中継放送（ちゅうけいほうそう）とは、

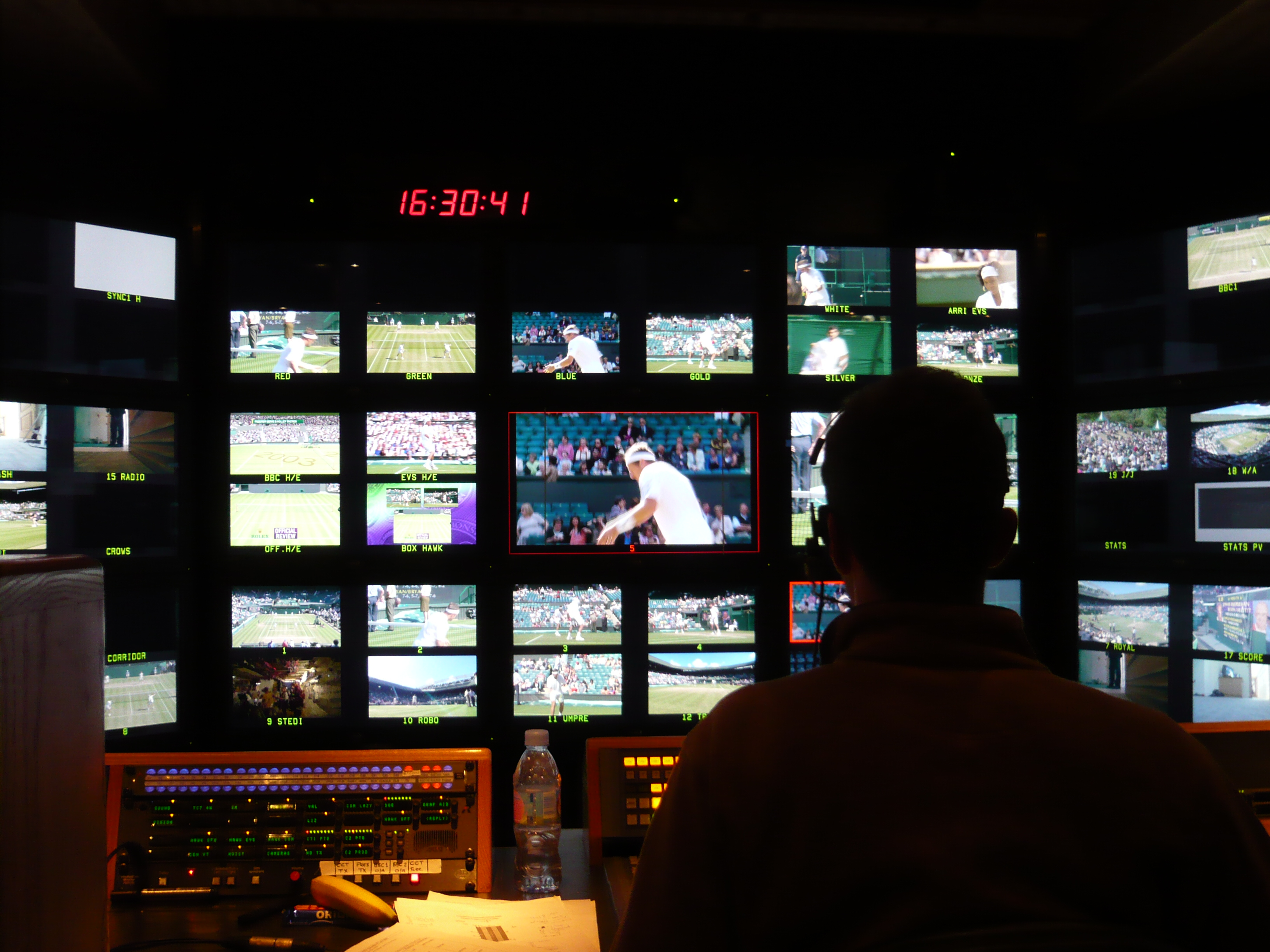
中継車を通じてスポーツ中継を行う例

- （皇居・国会・競技場・リポート現場など）現地[注 1]からの放送を放送局が中継ぎして視聴者へ放送すること。[注 2]
- ある特定の放送局からの放送を、他の放送局が中継ぎして視聴者へ放送すること。[注 3]

　　　中継（ちゅうけい）と表現する場合が多い。

## 概要

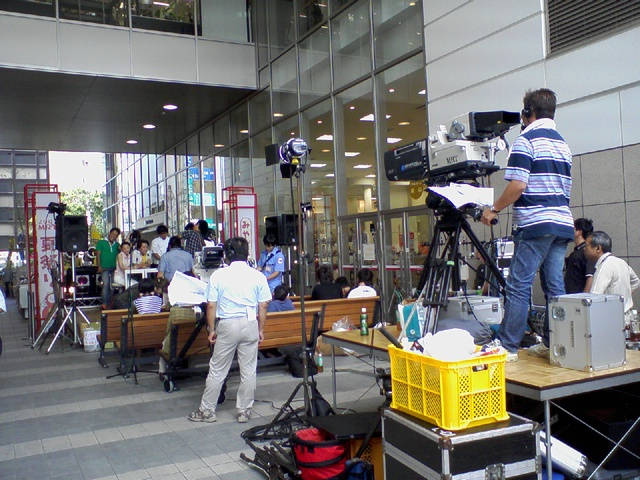
テレビ中継放送現場の例（百貨店・宮崎山形屋）

本来の電気的意味における「中継」（長距離の伝送路を伝わって弱くなった信号を増幅する）ではなく、現地からの放送を放送局が中継ぎ（中継）して視聴者へ放送するので「中継放送（略して）中継」と呼ぶ。中継放送で使う、現場と放送局を繋ぐ回線のことは「中継回線」という。
ラジオ・テレビの放送番組のために、"現場"（音響や映像をとらえているマイクやカメラが置かれている、演奏所以外の場所）において音声のみ、または音声および映像（番組素材）の制作を行う必要が生じた場合、その場所に、臨時にスタジオや副調整室相当の機能を設け、その場で番組素材を制作し、そこから中継回線を用いて演奏所へ向けて送る。送るための機材として常設の中継設備が置かれる場合と、中継用機材を搭載した乗り物（たとえば中継車など。後述）を適宜利用する場合とがある。スポーツ競技場、コンサート会場、放送局所有でないスタジオなど、中継が多い場所にはあらかじめ回線だけ敷設され、機材を接続するだけですぐに中継できる体制がとられている場合がある。
中継素材を受けた演奏所の副調整室（受けサブまたはリモートサブと呼ばれる）もしくは主調整室は、それを最終加工し、主調整室経由で放送する。
現場の状況をリアルタイムで放送することを「実況中継」、あるいは「生中継放送」略して「生中継」という。
通信回線で送られてくる素材を加工して番組としたものを、一度記録したうえで放送するものは「中継録画（録画中継）放送」もしくは「中継録音（録音中継）放送」と言う。
なお、通信回線を用いずに、VTR等の記録媒体に現場で直接記録して演奏所に持ち帰り、番組として制作・放送するものは収録放送といい、中継放送とははっきり区別している（演奏所のスタジオや副調整室を用いて制作、記録したものと同じ扱いとしている）。

## 歴史

### ラジオの中継放送の歴史
1900年、カナダのレジナルド・フェッセンデンが世界初の音声の無線送受信実験を成功させた。
1920年にはアメリカのペンシルバニア州で世界初の公共放送が行われ、最初の放送内容はアメリカ大統領選挙の開票結果で、第29代アメリカ合衆国大統領ウォレン・ハーディングの当選を伝えた。これはAM放送で行われ、現在においても方式はほぼ変わっていない。
日本では当初1923年の関東大震災による情報寸断、混乱の教訓として導入され、1925年に東京で電波発信が開始され、翌1926年には全国のラジオ受信者数は20万人を超えた。この年、日本全国でラジオ受信が可能となることを目的として日本放送協会（NHK）が設立された。
戦後となり、1970年代になるとトランジスタ利用によってラジオの小型化が進み、またテレビの登場によってラジオは個人が楽しむ用途へと性格を変え、この頃にFM放送を用いたFMラジオ局が高音質の音楽番組を開始した。
近年になるとインターネットの普及に伴い、ラジオ受信機なしにインターネット回線さえあれば自由にラジオ放送を聴取することが可能となっている。

### テレビの中継放送の歴史
1843年、画像を走査し電気信号に変換する技術をスコットランドのアレクサンダー・ベインが発明し、イタリアのグリエルモ・マルコーニが1896年に無線通信を発明した。そして1897年にドイツ人のカール・ブラウンがブラウン管を発明し、1907年、これらの先行技術を組み合わせた上でロシア人のボリス・ロージングが電波受信によって映像を受像する映像装置（テレビ）を発明した。これ以後、当時の先進国でテレビ放送に関する実験が繰り返されるようになった。
1926年に日本で高柳健次郎がブラウン管を用いた映像の伝送実験を世界で初めて成功させたのが、テレビ中継放送の始まりである。1928年にはイギリスでカラーテレビの実験放送が行われた。
1935年、ドイツで世界初の定時テレビ中継放送が開始され、翌1936年にはベルリンオリンピックにおいてテレビ生放送が行われた。1940年代にかけてイギリス、フランス、アメリカでもテレビ中継放送が開始された。
日本でも1939年に日本放送協会（NHK）がテレビ公開実験を実施したものの、これは戦争によって中断した。日本でテレビの本放送が開始されたのは戦後の1953年で、1960年代後半以降はカラーテレビ化が進むなどしつつ全国の一般家庭へ普及し、テレビ普及率は2002年にほぼ100％に達した。

## 技術

### 中継回線
中継回線の種類は、おおまかに放送専用の回線（放送線）と公衆電気通信回線（電話回線およびコンピューターネットワーク）に分けられる。放送局では、状況に応じた製作信号回線・送り返し回線を使い分けて、あるいは切り替えて中継素材をやり取りしている。
地上有線回線による中継放送

地上無線回線による中継放送
自社で所有する制作用の無線回線を用いて中継を行う方式である。
近年では自社所有のFPUと呼ばれる可搬型無線送信機を用いるのが一般的である。ラジオではVHF帯ないしUHF帯が、テレビではマイクロ波帯が使用される。受信基地まで電波が直接届かない場合は、「中継ぎ」のための中継車を間に入れた2段中継となることもある。
かつてのテレビ中継では、電電公社の開設による映像伝送用のマイクロ回線が用いられるのが主流だった。マイクロ回線がない中継現場からはFPUで演奏所まで伝送した。地方局からの全国放送の場合はマイクロ回線でキー局（東京など）に送ることが一般的であった。
戦後しばらくの日本放送協会（NHK）のラジオ放送では、戦災によって破壊された有線中継回線の代替の素材送り回線として、短波帯を用いていた。1946年（昭和21年）3月時点での周波数・出力およびコールサインは以下の通り。
- 第1放送用
  - 河内送信所 - 7257.5キロサイクル 5キロワット JVW

- 第2放送用
  - 八俣送信所 - 7285キロサイクル 2キロワット JLW
  - 多摩送信所 - 7552.5キロサイクル 20キロワット JLW5

- 進駐軍向け放送（第3放送）用
  - 名崎送信所 - 6015キロサイクル 20キロワット JLR
  - 八俣送信所 - 3075キロサイクル 10キロワット JZC

公衆電気通信回線による中継放送 1. ダークファイバー

マイクロ回線を用いていたテレビ局では、近年は全国に張り巡らされた光ファイバーを活用するケースが増えている。日本電信電話（NTT）グループが各放送事業者に光ファイバーの芯線を貸与している。これらは一般家庭用のインターネット回線と同様の光ファイバーのうち、ダークファイバーとなっている回線である（あくまで電波の送受信のために使うのであって、インターネットで伝送するわけではない。インターネットによる中継伝送は後述）。すなわち、原理的には全国の電柱からどこでもテレビ中継ができるということである。また、各電気通信事業者や地域ごとの電力系通信事業者が映像伝送サービスを提供している。
光ファイバーによる伝送のメリットは、通信衛星と違い天候に左右されないことである。そのため非常に安定的な中継が可能となる。その一方で市中の電柱に張り巡らせている光ファイバーを使うため交通事故による電柱倒壊などのリスクは（確率的にほぼ無いとはいえ）完全には避けられない。そのため光ファイバー伝送を行う場合でも、生放送の場合はFPUや衛星でのバックアップを準備することが多い。
伝送形式は大きく分けて2つある。1つは演奏所に比較的近い中継場所からの非圧縮による伝送である。これはVSU（映像伝送装置）の光出力パワーで演奏所など伝送先へ送信する。そのため（装置により性能に差があるが）おおむね数十キロメートルが限界である。それを超える場合は、中継局に受信VSUを設置し受信した光信号をシリアルデジタルインタフェース（HD-SDI）などの映像信号に変換してから再度送信VSUで光として送信し、伝送距離を伸ばしている。非圧縮のVSUは光波長多重通信を採用しているものが多いため、1本の光ファイバーで十数チャンネルの映像信号を双方向送受信できる。そのため、本線、予備、送り返しのみならず、複数の現場の各カメラの映像をそのまま演奏所に送り、演奏所側でスイッチングするような番組制作も可能である。テレビの場合、映像用の1波と別に、メディアコンバーターとしてイーサネット（後述）や連絡線を別に構築することが一般的である。
もう1つの方法は圧縮による伝送である。非圧縮では中継回数が多すぎて品質劣化やコスト増が生じるような遠距離では圧縮をかけて伝送する。従来は帯域保証型のATM回線が使われてきたが、サービス終了に伴い、帯域確保型の広域イーサネット網を利用せざるを得なくなっている（後述）。
これら光ファイバーによる中継は、通信会社系のソフトバンクとKDDI、そして独立系のネクシオンが伝送装置を含めてパッケージで受託している。これらの事業者から各キー局・衛星局の回線センターへ、常設の映像伝送回線が敷設されている。一方、お天気カメラや記者クラブのように、放送局側が通信会社から芯線のみ賃借して自営で構築する場合もある。
公衆電気通信回線による中継放送 2. 広域イーサネット
NTTグループが提供する「ビジネスイーサ」などの帯域確保型の広域イーサネット網を用いる形式。数日程度の中継では、1日単位の臨時契約を行う。国際中継は伝送距離が数千～数万キロメートルにも達するため、国際イーサネット網で伝送している。
公衆電気通信回線による中継放送 3. 専用電話回線
上記の番組素材用の回線の他に、現場の中継車と局側の連絡手段や送り返しの音声を臨時専用電話回線（臨時専用線）で構築する場合もある。2線式の場合は臨時2W（りんじツーワイヤー）、4線式なら臨時4W（りんじフォーワイヤー）などと呼ばれている。連絡回線の目的や利用法については後述。
人工衛星回線による中継放送

特にテレビでは、自社単独あるいは系列各社共同で所有する人工衛星回線（SNG）を用いて中継放送を行う例がある。現場に「SNG車」（後述）等を置き、映像・音声を加工して、「可搬型地球局」という通信装置を用いて人工衛星にそれらを送信し、人工衛星に搭載されているトランスポンダーを経由させて、演奏所に番組素材として送る。
衛星携帯電話の通信速度の高速化により、報道番組を中心に、インマルサットBGANを用いたテレビ中継方式が広まっている。これらは画質面で従来のFPUやSNGに劣るものの、それらの1/10以下のコストで導入出来ることや、片手で持ち運びが出来るほどの小型であるという点において、簡便性という利点がある。
携帯電話回線による中継放送
昨今は携帯電話網の速度が劇的に高速化しており、理論上HD-SDIの伝送（35M/bps）には十分な速度である。現実的にはベストエフォート型であるため安定的な伝送は期待できないが、複数のデータ通信カードを使用し、一種のロードバランスによりトラフィック分散し低速でもHD-SDI伝送する「LIVE-U」などが登場している。光回線やFPUの構築と比べれば安定度は低いが、ショルダーバッグ程度の容積のため、電車やバイクでも1人で中継機材を運べてしまう。そのため災害時や緊急時、中継車が間に合わないような場所からでも瞬時に中継できたり、車等で移動しながらでも中継できたりするため、本放送や予備回線として使われることもある。
インターネット回線による中継放送
インターネット網を使って中継をするものである。上記のような広域イーサネットを使うパケット通信（IP伝送）と、公衆データ通信回線であるインターネットがしばしば混同されることがあるが、同じパケット化された信号であっても、イーサネット（OSIモデルにおけるレイヤー2）を使うIP伝送と比べると、ベストエフォートのインターネット網（レイヤー3）を使うインターネット伝送の信頼性は格段に低い。これらの欠点を補うためにインターネットVPNなどを使用したり、別系統のバックアップ回線を用意したりしてインターネット伝送をするケースは少なくないが、それでも信頼性に難はある。そのため地上波生放送の本線系では、お天気カメラなど限定的な用途を除き、あまり使われることはない。

### 連絡回線
ラジオ・テレビとも、現場と演奏所の緊密な連絡が必須である（番組制作は多くのスタッフのチームワークにより成されるものであり、特に中継放送の場合、その番組内容の良否はスタッフの意思疎通がいかに円滑に行えるかにかかっている）ことから、演奏所と現場が連絡を取るための回線が別途構築される。送受信の方式は上記に準じ、有線、無線様々である。進行台本・原稿等の紙ベースの情報を送受信するために、FAX専用の電話回線を用意することもある。
特に大規模な中継放送を行う場合には、スタッフ別の回線が複数構築される。プロデューサーあるいはディレクターと現場との連絡回線を制作連絡回線と呼ぶ。技術スタッフ同士が連絡を取るための回線を技術連絡回線と呼ぶ。
近年、複雑でテンポアップされた番組構成に対応するため、中継回線（連絡回線に対し、放送素材回線、本線ともいう）よりも複雑な連絡回線を構成する傾向がある。

## 設備・システム

### 常設中継設備
野球場、サテライトスタジオ、東京のキー局と地方局の東京支社間、等の使用頻度が高い場所では中継設備が常設されている。

### 乗り物による中継放送

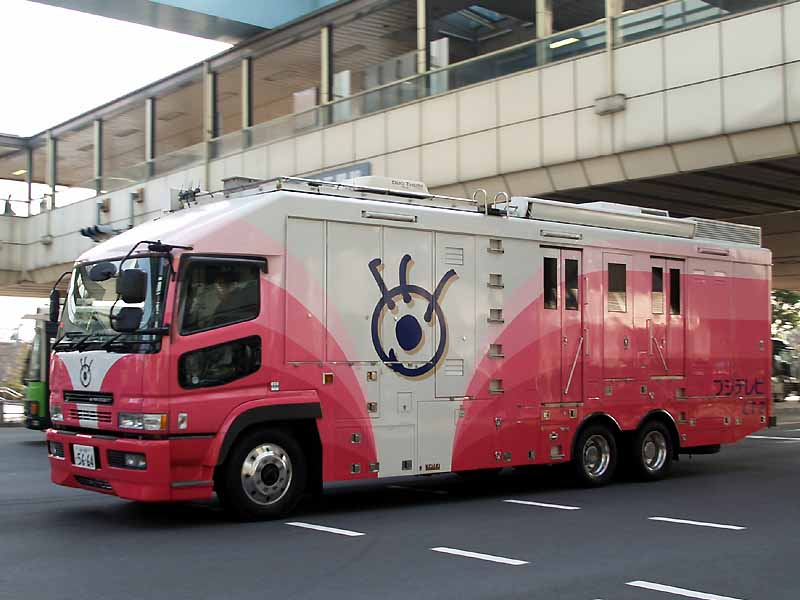
テレビ中継車（フジテレビ）

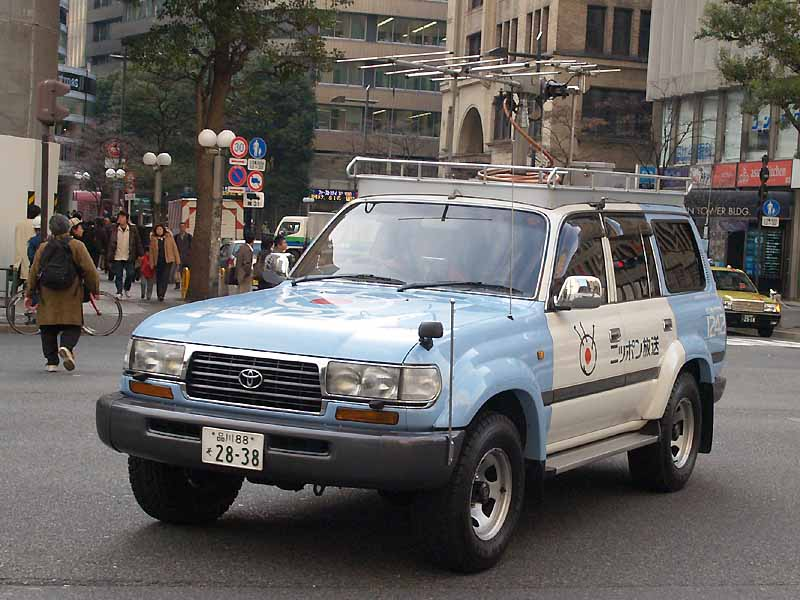
ラジオカー（ニッポン放送）

中継放送に使われる主な乗り物としては自動車（四輪車）やヘリコプターがあり、乗り物の種類やその搭載装置や機能によって中継車、SNG車、ラジオカー、ヘリコプターTV中継システムなどと分類されている。

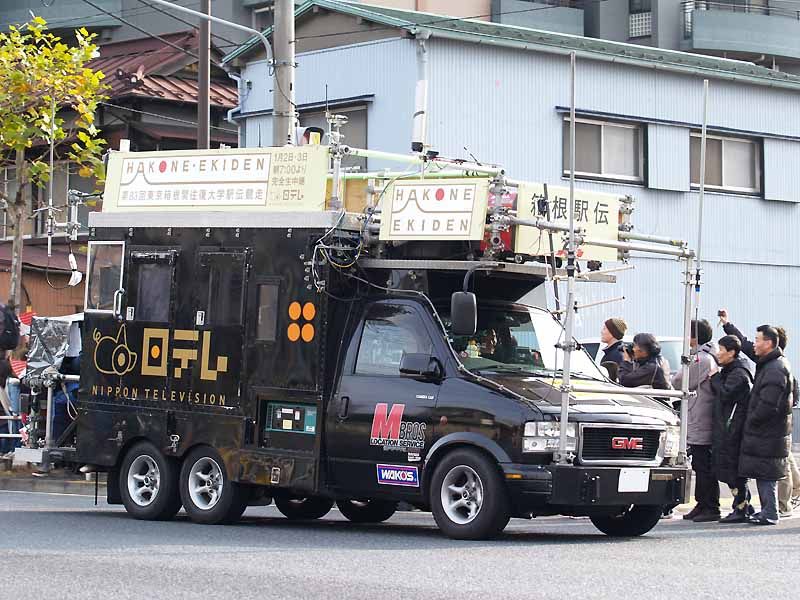
駅伝中継（日本テレビ、箱根駅伝、GMC・サファリ）

中継車

中継車は、副調整室の機能を集約して搭載した自動車である。特にラジオ中継車は、音声中継車、音声車などとも呼ばれる（演奏所の副調整室と同等の調整機能を有したもののみを音声車と呼ぶ場合が多い）。一般的に中型自動車、大型自動車をベースとする。
1台だけでなく、複数台での運用を行う場合がある。大規模な番組素材制作が必要な場合には、1か所で中継車を複数連結して用いたり、中継車を複数箇所に分散して配置する。電源を確保するための電源車、衛星回線利用のための「SNG車」、不足分の機材を運ぶ機材車などを、番組素材制作の規模に応じて加え、組み合わせる。
なお最近では携帯電話回線の進歩と、機材の小型・軽量化により、簡易な番組素材制作の場合には、中継車を用いない場合もあるようになっている。
SNG車
「SNG車」は、テレビ中継の際、衛星回線が必要な場合に備え、可搬型地球局の本体をまとめて搭載した、衛星回線専用の中継車である。
報道番組用などの簡易な番組素材制作の場合にはSNG車だけで事足り、テレビ中継車を使わない場合が多い（近年、機材は大きめの旅行鞄に収まる程度まで小型化されている）。通常規模の番組素材制作の場合には、テレビ中継車＋SNG車という2台態勢となる。従来規模のテレビ中継車に可搬型地球局本体を併せて搭載した「SNG中継車」もあり、この場合かなりの規模の番組素材制作を1台の自動車のみで対応できる。
ラジオカー

ラジオ番組はテレビ番組よりも、より速報性が求められるようになってきていることや、素材が音声のみであり、比較的簡易な設備で足りる場合が多いことから、多様な現場状況に対して、臨機応変に細かく即応できるように、必要最小限度の、異なるタイプの番組素材制作用機材をいくつも搭載した、ラジオ中継車の小型・簡易版である、いわゆるラジオカーによる場合が多くなっている。
小回りが利く普通自動車をベースとして用いたものが多く、中継回線の選択性が高いのが特長である。現場の音声を加工して、自営無線回線を使った音声送信機もしくは一般の有線電話回線、または携帯電話回線などを臨機応変に用いて、演奏所に番組素材として送る。
なお最近では携帯電話回線の進歩により、簡易な番組素材制作の場合には、ラジオカーすら用いない場合もあるようになっている。
ヘリコプターの利用

駅伝およびマラソンの放送や、事件・事故・災害現場からの報道などの場合、ヘリコプターに最低限の必要な機材を積み込んで、副調整室の機能の一部あるいは電波中継所として使う場合がある。
陸地の移動中継車からの伝送を受け、映像や音声を調整して、受信基地にそれらを送る役割を担う場合、「ヘリスター」と呼ぶ。受信基地には、ヘリコプターからの番組素材を安定して受けるため、GPSなどを用いた自動追尾装置が備えられている。
速報性を要求される性質から、特にテレビ放送局の報道部の多くが各自でヘリコプターを契約している。